# Säffle flygplats
Säffle flygplats (Saffle Airport) (ICAO: ESGY), alternativt Nolby flygplats, populärt Nolby flygfält, ligger 5 km söder om Säffle. Flygplatsen ägs av Säffle kommun, men förvaltningen sköts av Säffle Flygklubb. Flygplatsen används endast vid VFR-flygning.
Säffle Flygklubb har bedrivit flygverksamhet på flygplatsen sedan 60-talet. Åmåls Modellflygklubb har modellflygverksamhet på flygplatsen.